# St. Georg (Elpersheim)

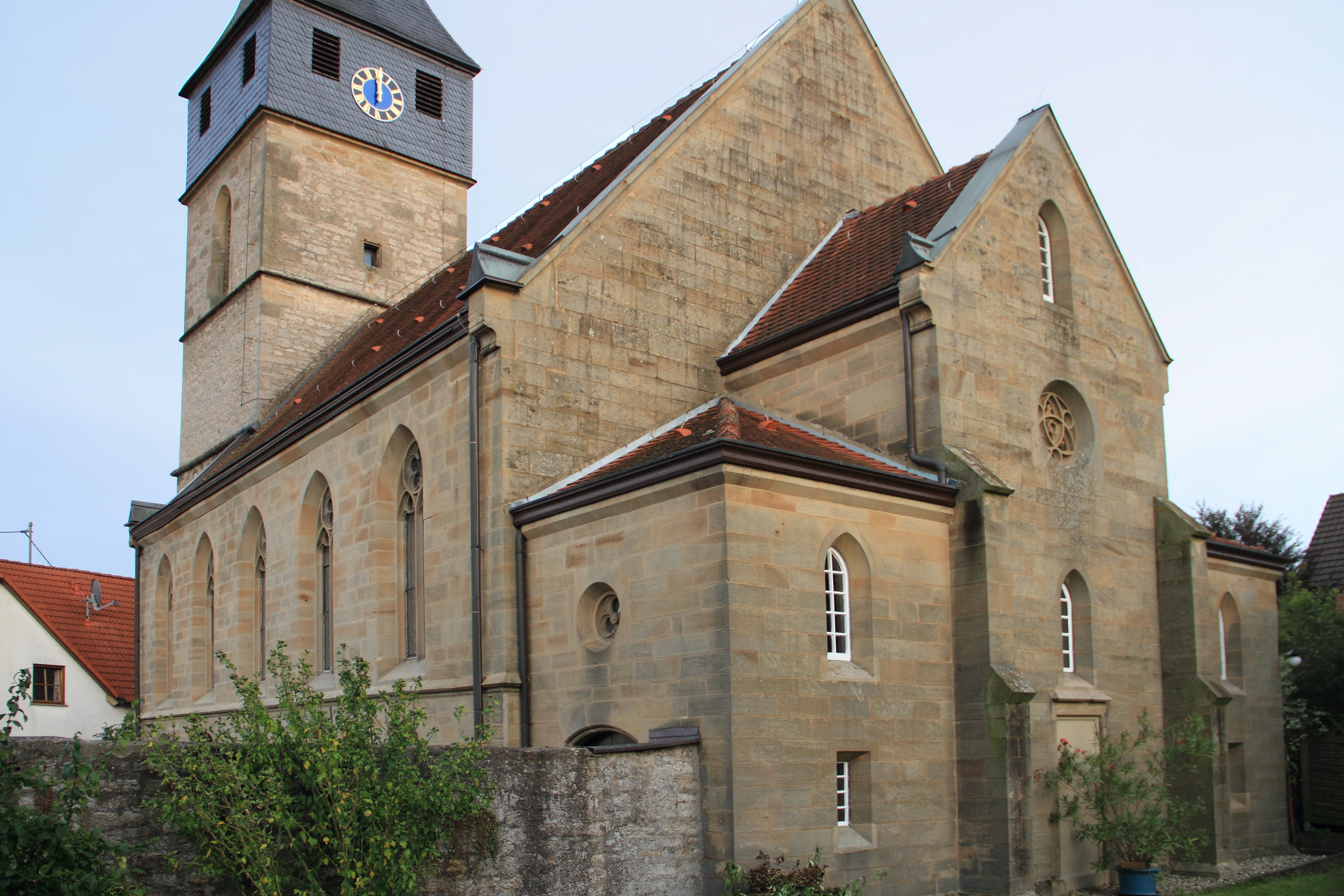
St. Georg in Elpersheim

Die evangelische Pfarrkirche St. Georg ist ein geschütztes Kulturdenkmal nach dem Denkmalschutzgesetz. Sie steht in Elpersheim, einem Stadtteil von Weikersheim im Main-Tauber-Kreis von Baden-Württemberg. Die Kirchengemeinde gehört zum Kirchenbezirk Weikersheim der Evangelischen Landeskirche in Württemberg.

## Beschreibung
Die ursprünglich spätromanische, im 16. Jahrhundert gotisierte Saalkirche besteht aus einem Langhaus und einem Chorturm im Osten, der 1506 mit einem Geschoss aus schiefergedecktem Holzfachwerk aufgestockt wurde. Es beherbergt die Turmuhr und den Glockenstuhl und ist mit einem achtseitigen spitzen Helm bedeckt. Der dreiteilige Westbau besteht aus einem hohen Mittelteil, der von Strebepfeilern gestützt und von zwei niedrigen Anbauten flankiert wird. Ein neugotisches Seitenportal ist mit der Jahreszahl 1881 bezeichnet. Die Orgel wurde 1970 von August Laukhuff nach Plänen von Helmut Bornefeld gebaut. Sie besitzt 14 Register auf zwei Manualen und Pedal.
Der Innenraum des Chors, also das Erdgeschoss des Chorturms, ist mit einem Kreuzrippengewölbe überspannt.